# 564
564 (DLXIV) var ett skottår som började en tisdag i den julianska kalendern.

## Födda
- Hermenegild, visigotisk prins

## Avlidna
- Sankt Tudwal, biskop av Tréguier.